# Peristedion unicuspis
Peristedion unicuspis és una espècie de peix pertanyent a la família dels peristèdids.

## Hàbitat
És un peix marí, batidemersal i d'aigües fondes.

## Distribució geogràfica
Es troba a l'Atlàntic occidental central: l'estret de Florida al nord de Cuba.

## Observacions
És inofensiu per als humans.